# 10642 Charmaine
10642 Charmaine (1999 BF8) là một tiểu hành tinh vành đai chính được phát hiện ngày 19 tháng 1 năm 1999 bởi A. Boattini và L. Tesi ở San Marcello Pistoiese.